# Fire and Blood
Fire and Blood is een compositie van Michael Daugherty.

## Geschiedenis
Daugherty was gedurende een aantal jaren (1999-2003) de huiscomponist van het Detroit Symphony Orchestra van autostad Detroit, Michigan. Huiscomponist betekent vaak dat de componist opdrachten krijgt voor nieuw werk, bijna zeker wetende dat het ook daadwerkelijk uitgevoerd zal gaan worden. Dit werk voor viool en symfonieorkest laat zich luisteren als een vioolconcert, maar is het niet; de structuur van de concertvorm ontbreekt grotendeels.
Het werk is een vertaling van een andere kunstvorm, schilderijen, naar muziek; een vergelijking met Modest Moessorgski’s Schilderijen van een tentoonstelling is dan ook niet vreemd. Daugherty componeerde muziek bij schilderijen, schilderingen van Diego Rivera en diens vriendin Frida Kahlo. Beiden zijn afkomstig uit Mexico en kregen in 1932 van Edsel Ford opdracht een aantal schilderijen dan wel schilderingen te verzorgen in het Detroit Institute of Arts. De schilderijen, schilderingen moesten wel gerelateerd kunnen worden aan MotorCity, de bijnaam van Detroit. Het kwam tot vier schilderijen, schilderingen waarvan Daugherty er drie gebruikte in zijn werk van 2003.

## Muziek
Het werk is verdeeld in drie delen:
1. Volcano
2. River Rouge
3. Assembly Line

Volcano (vulkaan) is een verwijzing naar de situatie van Rivera voordat hij deze opdracht kreeg. Hij werkte toen in de buurt van Mexicaanse vulkanen. Rivera schilderde niet alleen de natuurkracht van de vulkaan maar vergeleek het vuur daarvan met de eigen wil het politieke systeem van zijn land te veranderen naar een meer communistische staat. Het deel is gecomponeerd in een stijl van Amerikaanse klassieke muziek gelardeerd met muzikale invloeden uit Mexico, zodat de muziek soms Zuid-Amerikaans aandoet. Een parallel met de klassieke indeling van de concertvorm is de cadens, die aan het eind van dit deel zit, maar begeleid wordt door marimba en maraca's.
Deel twee is te vinden in het River Rouge Plant van de Ford Motor Company-fabriek in Detroit; het is een schildering met in gedachten levensgezel Frida Kahlo, die gehinderd werd door de gevolgen van polio en een miskraam. De solist brengt hierbij twee thema's samen, de een van haar wereld, de andere van haar heimwee naar huis. Ook hier invloeden van Mexicaanse muziek met klassieke muziek.
De schilder Rivera zei zelf al bij zijn bezoek aan het assemblagecomplex van Ford, dat wat daar te horen was pure muziek was. Dit deel is derhalve een terugvertaling; Rivera schilderde de fabriekshal, Daugherty schreef daar weer muziek bij. Opnieuw verwerkte Rivera zijn politieke strijd in het schilderij, het werken zou uiteindelijke bevrijding met zich meebrengen.
De muziek als geheel heeft weinig van doen met de klassieke muziek van de 20e eeuw, het doet denken aan de tijden van Aaron Copland, mede doordat de Mexicaans beïnvloede muziek af en toe dansbaar lijkt (maar moeilijk is met soms een 7/4 maatdeling).

## Orkestratie
- soloviool
- 2 dwarsfluiten, 2 hobo’s, 2 klarinetten, 2 fagotten;
- 2 of 4 hoorns, 2 trompetten;
- 1 set pauken van vijf stuks; percussie bestaande uit marimba, glockenspiel, bekkens, kleine triangel, middenmaracas, guiro, brake drum en grote zweep voor de een, marimba, crotales, kleine tamtam, grote maracas, kleine en grote brake drums en ratel voor de ander, harp
- violen, altviolen, celli en contrabassen.

## Discografie
De eerste uitvoering van het werk werd gespeeld door Ida Kavafian (soliste) met het Detroit Symphony Orchestra onder leiding van Neeme Järvi, datum was 3 mei 2003, plaats van handeling de Detroit Symphony Hall. Rondom de datum vonden de opnamen plaats, die gebracht worden als een live-opname, maar dat waarschijnlijk niet geheel zijn.